# 长尾

长尾(The Long Tail) ：上圖所示黃色的部份

长尾，或译长尾效应，最初由《連線》的總編輯克里斯·安德森（Chris Anderson）於2004年發表於自家的雜誌中，用来描述诸如亞馬遜公司、Netflix和Real.com/Rhapsody之类的网站之商业和经济模式。是指那些原来不受到重视的销量小但种类多的产品或服务由于总量巨大，累积起来的总收益超过主流产品的现象。在互联网领域，长尾效应尤为显著。长尾这一术语也在统计学中被使用，通常应用在财产的分布和词汇。

## 簡介
帕雷托法則向來被商業界視為鐵律，其內涵認為企業界80%的業績來自20%的產品。就此看法，商業經營看重的是銷售曲線左端的少數暢銷商品。曲線右端的多數冷門商品，被該定律定義為不具銷售力且無法獲利的區塊。但長尾定論卻認為網際網路的崛起已打破這項鐵律，廣泛的銷售層面讓98%的產品都有機會銷售，而不再只依賴20%的主力產品，而這些具有長尾特性商品將具有增長企業營利空間的價值，對大公司來說最明顯的是客製化，其次對於中小企業還有獨特的設計、風格、思路等零散的產品線等。不但如此，長尾商品的規模還大得驚人，其商品的總值甚至可與暢銷商品抗衡。然而同樣的也是相當高風險的，因為各產品的市場都很小，儘管總量很大但是不一定某產品能創造利潤，成功產生的流行也會很快退去。
长尾理论在之前已有類似的學家提出研究，他们首先用指数曲线研究了亚马逊網站的书本销售量和销售排名的关系，并发现亚马逊40%的书本销售来自于本地书店里不卖的书本。音樂影視串流市場、智慧手機應用市場、線上遊戲市場陸續發生這種現象，網路選擇客製化的興起也讓實體市場產品逐漸零碎化，例如名不見經傳的餐廳在網路市場下爆紅。
長尾理論的理論數學基礎十分簡單，就是將龐大的長尾利基商品量乘以相當小的單項長尾商品銷售量，其獲利仍極為可觀。就其觀察，除了舉例用的亚马逊、Netflix及Real.com/Rhapsody的網路音樂服務外，Google引擎及eBay網路拍賣等網路型企業，甚至多售點多商品的便利超商也可依據其理論，在獲利上有其一定程度的成長。
在统计图上，这样的部分长度（横坐标）长，高度（纵坐标）低，看上去就像长长的尾巴。如果想利用长尾效应取得显著效果，企业就必须积极注意那些消费者的个性化需求。举例来说，亚马逊公司的图书销售和Google的广告投放都是运用长尾效应的代表。
在亚马逊这个案例上，可应用“长尾”概念解释：它一半左右的销售来自于比较热门的商品，而另一半却来自相对不那么热门的商品。这跟传统的「二八定律」完全相反，所以这个概念的提出在Web2.0的时代显得格外引人矚目。

## 圖表分析
就長尾理論示意圖來看，圖表縱軸為「人气」，圖表橫軸為「產品」。該理論分析讀出，商業經營者應該反向思考，不再只是集中精神於前百分之20的主要產品內容，而是應該注意百分之80的「長尾巴」。簡言之，企業應思考怎樣提供一個將不同種類商品集合成大市場的平台，而這解決方法最好方式就是提供Web2.0相關的網路平台。該分析也指出滿足開發中國家與未開發國家眾多人口的商品需求亦也可能創造巨大利潤與商業規模，但關鍵在於是否能夠利用網路科技來營造幾乎無庫存成本的世界，否則實際執行仍有利基市場過小，商品過多種類的問題。